# Daniel Mustafá
Daniel Kabir Mustafá (Bell Ville, Provincia de Córdoba, Argentina, 2 de agosto de 1984) es un exfutbolista argentino de ascendencia palestina. Jugaba como defensa central y su último club fue el Sarmiento de Leones del Torneo Federal B.

## Selección nacional
A pesar de haber nacido en Argentina, el hecho de que su bisabuela haya nacido en Palestina le posibilitó jugar para la selección de ese país. Su primera convocatoria fue el 19 de noviembre de 2012 para jugar el Campeonato de la Federación de Fútbol de Asia Occidental que se disputa en Kuwait.
Se retiró como futbolista en la Copa Asiática 2019.

## Clubes
| Club                      | País      | Año         |
| ------------------------- | --------- | ----------- |
| Talleres de Córdoba       | Argentina | 2004 - 2005 |
| Racing de Córdoba         | Argentina | 2005 - 2006 |
| Talleres de Córdoba       | Argentina | 2006        |
| Alumni de Villa María     | Argentina | 2007        |
| Ben Hur de Rafaela        | Argentina | 2007 - 2008 |
| Estrela da Amadora        | Portugal  | 2008 - 2009 |
| SD Huesca                 | España    | 2009        |
| Os Belenenses             | Portugal  | 2010        |
| Tigre                     | Argentina | 2010        |
| Independiente José Terán  | Ecuador   | 2011 - 2012 |
| Boca Unidos de Corrientes | Argentina | 2012        |
| San Marcos de Arica       | Chile     | 2013 - 2014 |
| Atlético Venezuela CF     | Venezuela | 2014 - 2015 |
| Ñublense                  | Chile     | 2015        |
| Monagas SC                | Venezuela | 2016        |
| Sarmiento de Leones       | Argentina | 2017 - 2018 |

### Monagas Sport Club
Comienza a jugar con el Monagas Sport Club por seis meses desde julio de 2016, para el Torneo Clausura 2016. Logra su primer gol con el Monagas SC el 7 de agosto ante Llanero EF.

## Estadísticas
- Última actualización el 8 de agosto de 2016.

| Equipo     | Temporada | Liga             | Liga             | Copas nacionales | Copas nacionales | Copas internacionales | Copas internacionales | Total | Total |
| Equipo     | Temporada | PJ               | Goles            | PJ               | Goles            | PJ                    | Goles                 | PJ    | Goles |
| Venezuela  | Venezuela | Primera División | Primera División | Copa Venezuela   | Copa Venezuela   | CONMEBOL              | CONMEBOL              | PJ    | Goles |
| ---------- | --------- | ---------------- | ---------------- | ---------------- | ---------------- | --------------------- | --------------------- | ----- | ----- |
| Monagas SC | 2016      | 4                | 1                | 0                | 0                | 0                     | 0                     | 4     | 1     |
| Monagas SC | Total     | 4                | 1                | 0                | 0                | 0                     | 0                     | 4     | 1     |
| Total      | Total     | 4                | 1                | 0                | 0                | 0                     | 0                     | 4     | 1     |